# 石一佑
石一佑（1966年1月23日—），台灣政治人物，民主進步黨籍，現任新北市議員。

## 從政
石一佑曾擔任板橋市市民代表，2018年時通過黨內初選參選新北市議員，未當選。2022年時再度通過黨內初選參選新北市議員，仍未當選。
2024年時，時任新北市議員黃俊哲因賄選被判處當選無效，故石一佑得以遞補當選。

## 選舉紀錄
| 年度 | 選舉屆數               | 選舉區           | 所屬政黨   | 得票數 | 得票率 | 當選標記 | 備註     |
| ---- | ---------------------- | ---------------- | ---------- | ------ | ------ | -------- | -------- |
| 2002 | 第九屆板橋市民代表選舉 | 板橋市第二選舉區 | 民主進步黨 | 3,363  | 6.56%  |          |          |
| 2006 | 第十屆板橋市民代表選舉 | 板橋市第二選舉區 | 民主進步黨 | 4,912  | 9.24%  |          |          |
| 2018 | 第三屆新北市議員選舉   | 新北市第四選舉區 | 民主進步黨 | 9,469  | 3.34%  |          |          |
| 2022 | 第四屆新北市議員選舉   | 新北市第五選舉區 | 民主進步黨 | 13,514 | 5.27%  |          | 遞補當選 |